# Janko Russew
Janko Russew (* 1. Dezember 1958 in Iwanski (Bulgarien), Oblast Schumen, Bulgarien) ist ein ehemaliger bulgarischer Gewichtheber.

## Karriere
Russew dominierte während seiner Karriere das Leichtgewicht bis 67,5 kg und das Mittelgewicht bis 75 kg. Seinen ersten internationalen Wettkampf bestritt er bei der Weltmeisterschaft 1977 in Stuttgart in der Klasse bis 60 kg und belegte mit 277,5 kg den zweiten Platz.
Zur WM 1978 in Gettysburg wechselte Russew bereits ins Leichtgewicht bis 67,5 kg und konnte seinen ersten von fünf Weltmeistertiteln gewinnen. Im darauffolgenden Jahr konnte er seinen Titel in Thessaloniki verteidigen und erreichte mit 332,5 kg den ersten Platz vor Joachim Kunz mit 325,0 kg.
Bei den Olympischen Spielen 1980 in Moskau, welche gleichzeitig die Weltmeisterschaften für dieses Jahr repräsentierten, gewann Russew olympisches Gold mit 342,5 kg erneut vor Kunz mit 335,0 kg. Russew hob im Stoßen einen Weltrekord mit 195,0 kg.
1981 wechselte Russew dann ins Mittelgewicht bis 75 kg und konnte hier auf Anhieb seine vierte Weltmeisterschaft gewinnen. Er erzielte 360 kg im Zweikampf und platzierte sich somit vor dem sowjetischen Athleten Alexander Perwi. 1982 verteidigte er seinen Titel erneut mit 365,0 kg vor seinem Landsmann Mintscho Paschow.
Seine letzte Weltmeisterschaft bestritt Russew 1983 wieder im Leichtgewicht bis 67,5 kg und wurde mit 337,5 kg Zweiter hinter Joachim Kunz und vor Andreas Behm.

## Sonstiges
- Russew stellte während seiner aktiven Zeit 28 Weltrekorde im Feder-, im Leicht- und im Mittelgewicht auf.
- Nach seiner Karriere als Gewichtheber arbeitete Russew als Trainer. Er betreute unter anderem Slatan Wanew.[1]

## Persönliche Bestleistungen
- Reißen: 157,5 kg bei der WM 1981 in Lille in der Klasse bis 75 kg.
- Stoßen: 209,0 kg bei der WM 1982 in Ljubljana in der Klasse bis 75 kg.
- Zweikampf: 365,0 kg (157,5 + 207,5 kg) bei der WM 1982 in Ljubljana in der Klasse bis 75 kg.